# Barahiya
Barahiya é uma cidade e um município no distrito de Lakhisarai , no estado indiano de Bihar.

## Demografia
Segundo o censo de 2001, Barahiya tinha uma população de 39.745 habitantes. Os indivíduos do sexo masculino constituem 53% da população e os do sexo feminino 47%. Barahiya tem uma taxa de literacia de 53%, inferior à média nacional de 59,5%; com 61% para o sexo masculino e 39% para o sexo feminino. 15% da população está abaixo dos 6 anos de idade.